# Klimaatbeheersing
Klimaatbeheersing is het reguleren van luchtkwaliteit, temperatuur en luchtvochtigheid in gebouwen of in een gebied. In sciencefiction kan het gebied een hele planeet omvatten en wordt het klimaat daadwerkelijk beheerst en de weersgesteldheid beïnvloed. In het echt is het gebied waarover invloed uitgeoefend kan worden beperkt tot afgesloten ruimten waar de natuurlijke weersomstandigheden buitengesloten kunnen worden.

## In de reële wereld
Klimaatbeheersing wordt op vele plaatsen toegepast en met verschillende technieken bereikt. De bekendste vormen van klimaatbeheersing zijn:
- Klimaatregeling (Engels: airconditioning) van gebouwen, vaartuigen, treinen of auto's.
- Klimaatregelsysteem (environmental control system), zoals dat in vliegtuigen wordt gebruikt.
- Klimaat- en leefsysteem (environmental control and life support system), zoals dat in ruimtestations wordt gebruikt.

Recentelijk vrijgegeven overheidsdocumenten maken duidelijk dat er in de jaren zeventig door zowel de Verenigde Staten als de toenmalige Sovjet-Unie geheime militaire programma's voor weersoorlogsvoering werden ontwikkeld, hoewel beide landen in 1977 het Convention on the Prohibition of Military or Any Other Hostile Use of Environmental Modification Techniques-verdrag (ENMOD) hadden ondertekend. Dit ook door België en Nederland ondertekende verdrag verbiedt onderzoekprogramma's met als doel de beheersing van het wereldklimaat.

## In sciencefiction
In de sciencefictionwereld kunnen twee typen klimaatbeheersing worden onderscheiden:

### Intern systeem
Een uitgebreide versie van een klimaat- en leefsysteem, zoals dat heden ten dage in ruimtestations wordt gebruikt, soms uitgebreid met kunstmatige zwaartekracht. Voorbeelden:
- Verdwaald tussen sterren van Robert Heinlein: het kilometers lange generatieschip van de Proxima Centauri-expeditie
- Total Recall: de koepelbebouwing op Mars
- Star Trek: het ruimtestation Deep Space Nine, de megastructuur Dysonbol
- Star Wars: de ruimteschepen Death Star en Super Star Destroyer

### Planetair systeem
Weerbeheersing op planetaire schaal. Voorbeelden:
- Duin van Frank Herbert
- In De 3 zonnen van Vinea van Roger Leloup komt een elektromagnetische barrièremuur voor. Deze "klimaatgrens" produceert een sterk afstotingsveld dat de gematigde zone van de planeet Vinea afschermt van de ijskoude winden uit de altijd donkere ijszijde van de planeet.
- A Journey in Other Worlds (1894) van John Jacob Astor IV: Global Climate Control, een project met als doel de stand van de aardas te veranderen met als resultaat een gematigder klimaat.